# Самтенлинг-лакханг

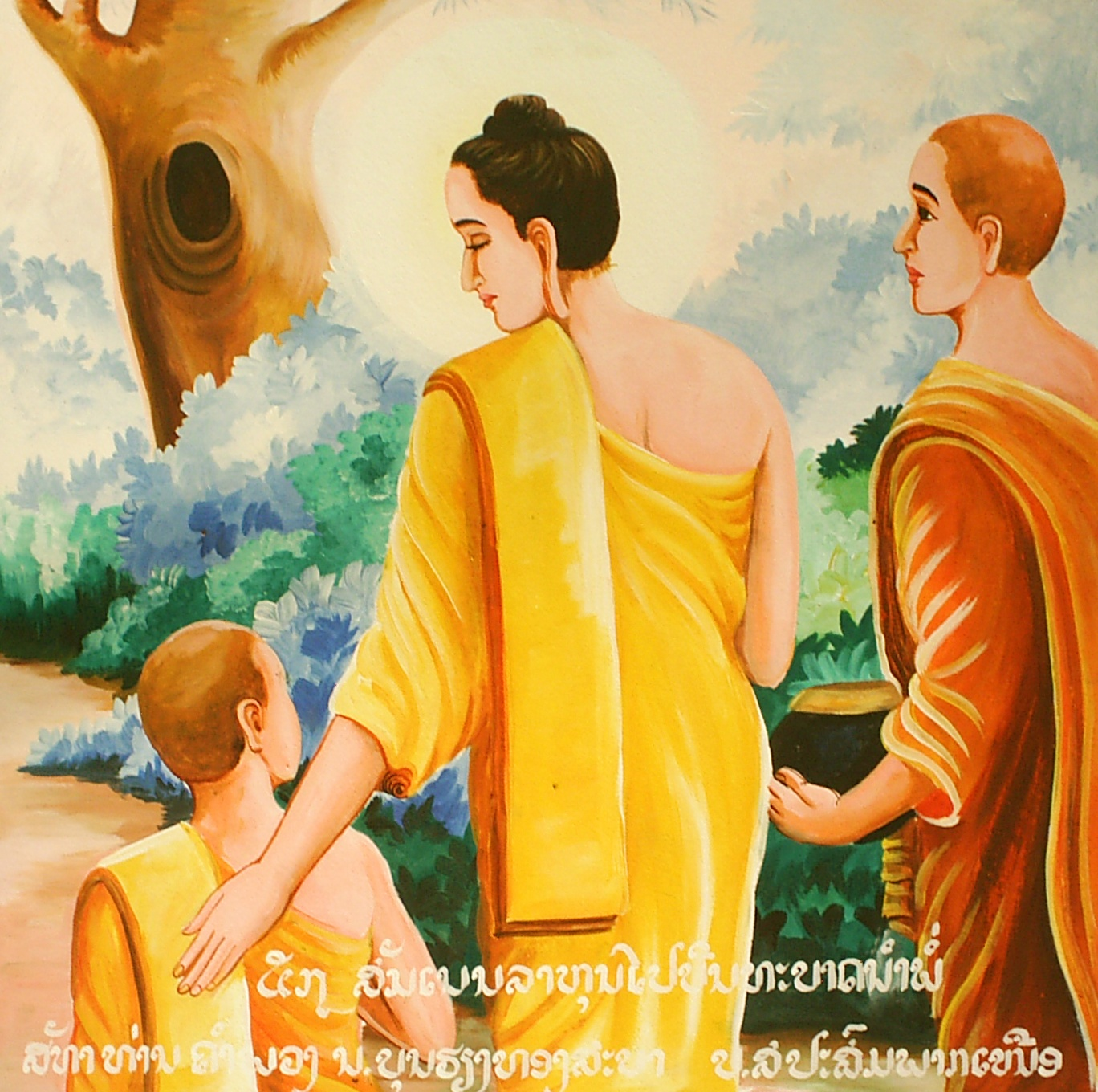
Будда и Рахула

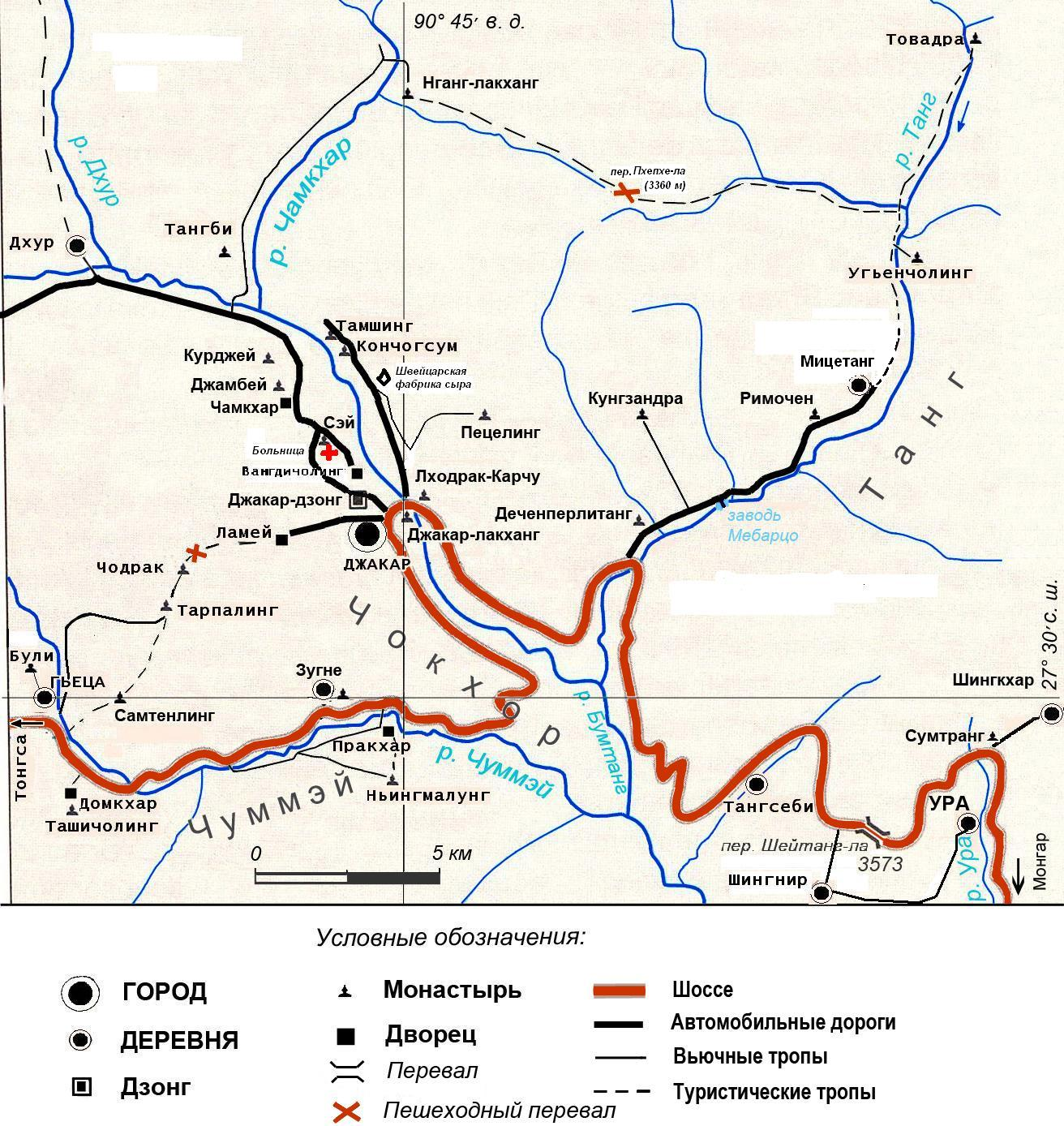
Карта центральной части Бумтанга

Самтенлинг-лакханг (дзонг-кэ བསམ་གཏན་གླིང་།, вайли bsam gtan gling, лат. samtanling)— буддийский монастырь школы Ньингма. Находится в гевоге Чуммэй в Бумтанге, в центральном Бутане. Лакханг расположен на хребте возле деревни Гьеца, в полутора километрах к северу от дороги Тонгса — Джакар. Через монастырь идёт пешеходная тропа в сторону монастыря Тарпалинг-гомпа. Монастырь находится в приватной собственности.
Монастырь состоит из двух строений — Верхний Самтенлинг (Нгацанг) 27°30′29″ с. ш. 90°40′11″ в. д., который сгорел, и Нижний Самтелинг (Самен), от которого остался маленький храм. В нём остались оригинальные работы кисти Лонгченпа.
На 10 день 4 месяца по тибетскому календарю здесь проводится цечу, включающее ритуал Чопа.

## История
Самтенлинг-лакханг основал в XIV веке Лонгченпа (1308—1363). Он разбил лагерь у нижнего храма, а божество-защитник За (Рахула) решило помочь ему построить здесь храм. Здесь стал жить сын Лонгченпа — Дава Драгпа. Его потомки остаются частными владельцами монастыря до сих пор.
В 1985 сгорел верхний монастырь (Нгацанг), который так и не был восстановлен и остался в руинах. 